# Burladingen
Burladingen é uma cidade da Alemanha localizada no distrito dos Alpes de Zollern, região administrativa de Tubinga, estado de Baden-Württemberg.

## Geminação
- Le Plessis-Trévise (França) desde 1988.